# Championnats du monde de ski de vitesse 2019
Navigation
Idre Fjall 2017 Vars 2022

Les Championnats du monde de ski de vitesse 2019 se sont déroulés du 21 au 23 mars 2019 à Vars (France) sous l'égide de la fédération internationale de ski. Depuis 2001 (année à partir de laquelle ces championnats ont été reconnus par la FIS), c'est la 3e fois qu'ils sont organisés à Vars, après ceux de 2009 et 2013.
Un titre est décerné dans chacune des 2 catégories  :
- S1 (Speed One) : la catégorie-reine (avec équipements spéciaux)
- S2J : les juniors (U21 : moins de 21 ans) - avec des équipements de descente de skis alpins, de type S2 (anciennement appelée SDH)

Chez les hommes, l'italien Simone Origone l'emporte pour la 6e fois. Il devance le français Simon Billy qui monte pour la 1re fois sur la 2e marche du podium.
Chez les femmes, la suédoise Britta Backlund l'emporte pour la 1re fois. Pour sa 1re participation, la skieuse alpine Nicole Schmidhofer, qui vient de remporter la Coupe du Monde de descente 2019, termine à la 4e place, au pied du podium.

## Participants
71 participants de 17 nationalités différentes
| Amerique du Nord                                                                     | Amerique du Nord                                                        | Amerique du Nord |
| ------------------------------------------------------------------------------------ | ----------------------------------------------------------------------- | ---------------- |
| - États-Unis                                                                         |                                                                         |                  |
| Asie                                                                                 |                                                                         |                  |
| - Japon                                                                              |                                                                         |                  |
| Europe (15 pays)                                                                     |                                                                         |                  |
| - Allemagne - Autriche - Belgique - Danemark - Espagne - Finlande - France - Irlande | - Italie - Royaume-Uni - Russie - Slovaquie - Suède - Suisse - Tchéquie |                  |

## Piste
| Nom                | Chabrières |
| Altitude de départ | 2720 m     |
| Altitude d’arrivée | 2285 m     |
| Dénivellation      | 435 m      |
| Longueur totale    | 1200 m     |
| Longueur utile     | 670 m      |
| Pente maximum      | 0098 %     |
| Pente moyenne      | 0055 %     |

## Podiums

### Hommes
| Épreuves | Or             | Argent             | Bronze               |
| -------- | -------------- | ------------------ | -------------------- |
| Elite S1 | Simone Origone | Simon Billy        | Klaus Schrottshammer |
| Juniors  | Ugo Portal     | Alexandre Hygonnet | Killian Thiercelin   |

### Femmes
| Épreuves | Or              | Argent            | Bronze            |
| -------- | --------------- | ----------------- | ----------------- |
| Elite S1 | Britta Backlund | Lisa Hovland-Udén | Valentina Greggio |
| Juniors  | Amandine Thomas | Mathilda Persson  | Eira Dougherty    |

## Résultats détaillés

### Hommes S1
| Rang               | Skieur               | Vitesse     |
| ------------------ | -------------------- | ----------- |
| Médaille d'or      | Simone Origone       | 228.86 km/h |
| Médaille d'argent  | Simon Billy          | 227.99 km/h |
| Médaille de bronze | Klaus Schrottshammer | 226.84 km/h |
| 4                  | Bastien Montes       | 226.70 km/h |
| 5                  | Jukka Viitasaari     | 225.00 km/h |
| 6                  | Mikhail Shumilin     | 224.43 km/h |
| 7                  | Manuel Kramer        | 222.77 km/h |
| 8                  | Radek Cermak         | 222.08 km/h |
| 9                  | Ivan Origone         | 221.53 km/h |
| 10                 | Philippe May         | 221.13 km/h |

|                     |
| Résultats officiels |

### Femmes S1
| Rang               | Skieuse                | Vitesse     |
| ------------------ | ---------------------- | ----------- |
| Médaille d'or      | Britta Backlund        | 221.26 km/h |
| Médaille d'argent  | Lisa Hovland-Udén      | 220.31 km/h |
| Médaille de bronze | Valentina Greggio      | 218.31 km/h |
| 4                  | Nicole Schmidhofer     | 217.78 km/h |
| 5                  | Célia Martinez         | 216.08 km/h |
| 6                  | Cléa Martinez          | 208.45 km/h |
| 7                  | Seraina Murk           | 207.97 km/h |
| 8                  | Karine Dubouchet-Revol | 206.77 km/h |
| 9                  | Hanna Matslofva        | 196.50 km/h |
| 10                 | Lisa Fournet-Fayard    | 191.28 km/h |

|                     |
| Résultats officiels |